# Canyon del Mississippi
Il canyon del Mississippi (in inglese Mississippi Canyon) è un canyon sottomarino del golfo del Messico centro-settentrionale (al largo della Louisiana meridionale), che fa parte della valle sottomarina del Mississippi.

## Caratteristiche
Secondo il programma di mappatura GLORIA dell'United States Geological Survey, il canyon del Mississippi è l'entità geografica dominante del golfo del Messico centro-settentrionale. Secondo GCAGS Transactions, ha una larghezza media di 8 km e una lunghezza di 120 km. Il Minerals Management Service (MMS) applica il nome canyon del Mississippi a blocchi numerati di locazione federale di petrolio e gas naturale su una vasta area offshore centrata, ma principalmente all'esterno, del canyon sottomarino.

## Storia

### Esplorazione e produzione di petrolio e gas naturale
Secondo Deepwater Gulf of Mexico 2004: America's Expanding Frontier, un rapporto pubblicato dal Minerals Management Service (MMS) Gulf of Mexico OCS Region, delle dieci scoperte in acque a profondità superiori di 2134 m, tre sono state nell'area del canyon del Mississippi: il Progetto Aconcagua, area/blocco MC305, profondità 2164 m e il Progetto Camden Hills, area/blocco MC348, profondità 2199 m, furono entrambi scoperti nel 1999 e il Progetto Blind Faith, blocco/area MC696, profondità 2169 m, che fu scoperto nel 2001. In una sezione separata dello stesso rapporto, viene annotata la superficie in acri del Progetto Thunder Horse, blocco/area MC778, acquisito nel 1988. Altri progetti segnalati per il canyon del Mississippi includono le aree/blocchi Thunder Horse MC775-778 e MC819-822, elencati come PEA (Programmatic Environmental Assessment) della griglia completata da BP.
Un elenco dell'MMS di 80 sistemi di sviluppo di progetti produttivi in acque profonde del golfo del Messico dal 1979 al 2003 ne include 29 nell'area del canyon del Mississippi:
| Anno inizio produzione | Nome del progetto   | Operatore     | Blocco/area | Profondità (in metri) | Tipo di piattaforma |
| ---------------------- | ------------------- | ------------- | ----------- | --------------------- | ------------------- |
| 1979                   | Cognac              | Shell         | MC194       | 312                   | Fissa               |
| 1984                   | Lena                | ExxonMobil    | MC280       | 305                   | Piattaforma a torre |
| 1991                   | Amberjack           | BP            | MC109       | 335                   | Fissa               |
| 1992                   | Alabaster           | ExxonMobil    | MC485       | 438                   | Sommergibile        |
| 1993                   | Diamond             | Kerr-McGee    | MC445       | 639                   | Sommergibile        |
| 1993                   | Zink                | ExxonMobil    | MC354       | 450                   | Sommergibile        |
| 1996                   | Mars                | Shell         | MC807       | 894                   | TLP/Sommergibile    |
| 1997                   | Mensa               | Shell         | MC731       | 1621                  | Sommergibile        |
| 1999                   | Gemini              | ChevronTexaco | MC292       | 1034                  | Sommergibile        |
| 1999                   | Pluto               | Mariner       | MC674       | 862                   | Sommergibile        |
| 1999                   | Ursa                | Shell         | MC809       | 450                   | TLP                 |
| 2000                   | Europa              | Shell         | MC935       | 1180                  | Sommergibile        |
| 2000                   | King                | Shell         | MC764       | 991                   | Sommergibile        |
| 2001                   | Crosby              | Shell         | MC899       | 1353                  | Sommergibile        |
| 2001                   | MC68                | Walter        | MC68        | 415                   | Sommergibile        |
| 2001                   | Mica                | ExxonMobil    | MC211       | 1396                  | Sommergibile        |
| 2002                   | Aconcagua           | TotalFinaElf  | MC305       | 2164                  | Sommergibile        |
| 2002                   | Camden Hills        | Marathon      | MC348       | 2199                  | Sommergibile        |
| 2002                   | Horn Mountain       | BP            | MC127       | 1646                  | Spar                |
| 2002                   | King                | BP            | MC84        | 1524                  | Sommergibile        |
| 2002                   | Princess            | Shell         | MC765       | 1097                  | Sommergibile        |
| 2003                   | East Anstey/Na Kika | Shell         | MC607       | 2009                  | FPS/Sommergibile    |
| 2003                   | Fourier/Na Kika     | Shell         | MC522       | 2118                  | FPS/Sommergibile    |
| 2003                   | Goose               | Statoil       | MC751       | 495                   | Sommergibile        |
| 2003                   | Herschel/Na Kika    | Shell         | MC520       | 2054                  | FPS/Sommergibile    |
| 2003                   | Matterhorn          | TotalFinaElf  | MC243       | 869                   | TLP                 |
| 2003                   | Medusa              | Murphy Oil    | MC582       | 678                   | Spar                |
| 2003                   | Pardner             | Anadarko      | MC401       | 347                   | Sommergibile        |
| 2003                   | Zia                 | Devon         | MC496       | 550                   | Sommergibile        |

Cinque dei primi 20 blocchi di produzione in acque profonde del golfo del Messico per il periodo 2000-2001 erano nel canyon del Mississippi, inclusi i primi 2: il Progetto Mars, a 894 m di profondità, 137 milioni di barili equivalenti di petrolio (BEP; 21,8 × 106 m³); Progetto Ursa, a 1159 di profondità, 93 milioni di BEP (14,8 × 106 m³); Progetto Mensa, a 1609 m di profondità, 27 milioni di BEP (4,3 × 106 m³); Progetto Cognac, a 312 m di profondità, 23 milioni di BEP (3,7 × 106 m³); Progetto Crosby, a 1298 m di profondità, 18 milioni di BEP (2,9 × 106 m³), tutti gestiti da Shell.

#### Esplosione della piattaformaDeepwater Horizon
Il 20 aprile 2010, mentre la piattaforma semisommergibile di perforazione offshore Deepwater Horizon stava completando la perforazione del Pozzo Macondo, situato sul fondale profondo 400 metri del blocco MC252 del canyon del Mississippi,  al largo della Louisiana, un'esplosione sulla piattaforma ha innescato un violentissimo incendio; 11 persone sono morte all'istante, incenerite dalle fiamme, mentre 17 lavoratori sono rimasti feriti. In seguito all'incendio, la flotta della BP ha tentato invano di spegnere le fiamme e di recuperare i superstiti. La piattaforma si è inabissata un giorno e mezzo dopo.
Sebbene i rapporti iniziali indicavano che era fuoriuscito relativamente poco petrolio, entro il 27 aprile la BP aveva affermato che circa 5.000 barili (790 m³) di petrolio al giorno uscivano dalla testa pozzo a 1,6 km sotto il livello del mare. La marea nera risultante si è espansa rapidamente fino a coprire centinaia di miglia quadrate di superficie oceanica, rappresentando una minaccia per la vita marina e le zone umide costiere adiacenti. Il 10 giugno, il Flow Rate Group del Deepwater Horizon Incident Joint Information Center ha riferito di aver determinato che la portata stimata dalla testa pozzo fuori controllo era compresa tra 20.000 barili (3.200 m³) e 40.000 barili (6.400 m³) al giorno.